# 范青华
范青华（1966年—），男，湖南茶陵人，中国化学家。现任中国科学院化学研究所党委书记、副所长，研究员，博士生导师。